# Aardappelstengelboorder
De aardappelstengelboorder (Hydraecia micacea) is een nachtvlinder uit de familie Noctuidae, de uilen. De voorvleugellengte bedraagt tussen de 14 en 21 millimeter. De soort komt voor in heel Europa. De soort overwintert als ei.

## Waardplanten
De aardappelstengelboorder heeft diverse allerlei kruidachtige planten als waardplant, waaronder de aardappel.

## Voorkomen in Nederland en België
De aardappelstengelboorder is in Nederland en België een gewone vlinder, die verspreid over het hele gebied kan worden gezien. De vlinder kent één generatie die vliegt van begin juli tot in november.